# مدوار (کرمان)
مدوار یک منطقهٔ مسکونی در ایران است که در استان کرمان واقع شده‌است. مدوار ۸۷ نفر جمعیت دارد.